# Liste der Provinzialstraßen in der Provinz Noord-Brabant
Die Liste der Provinzialstraßen in der Provinz Nordbrabant ist eine Auflistung der Provinzialstraßen (niederländisch: provinciale wegen) in der niederländischen Provinz Noord-Brabant.
Die Provinzialstraßen tragen eine N-Nummer. Es gibt aber auch nicht gekennzeichnete Provinzialstraßen. Bei den mit einer N-Nummer versehenen Provinzialstraßen werden zwei Klassen unterschieden. Die Provinzialstraßen erster Ordnung tragen in Noord-Brabant dreistellige N-Nummern, die mit der Ziffer 2 oder 3 beginnen, diejenigen zweiter Ordnung beginnen in Noord-Brabant mit der Ziffer 6.
Die erlaubte Höchstgeschwindigkeit beträgt innerhalb geschlossener Ortschaften 50 km/h. Außerhalb geschlossener Ortschaften beträgt sie in der Regel 80 km/h.

## Provinzialstraßen erster Ordnung
Der Straßenverlauf wird in der Regel von Nord nach Süd und von West nach Ost angegeben.
| Nr.   | Verlauf |
| ----- | --- |
| N 257 | (N 257 in der Provinz Zeeland) – Provinzgrenze – Heense Molen – N 259 in Steenbergen |
| N 259 | /N 268 in Dinteloord – Steenbergen – N 257 – N 286 in Oude Molen |
| N 260 | N 282 – – Gilze – Alphen – Staatsgrenze – (Provinz Antwerpen, Belgien) – Staatsgrenze – Baarle-Nassau – N 639 – Staatsgrenze – (Provinz Antwerpen, Belgien) – Staatsgrenze – Schaluinen – Staatsgrenze – (N 119 in der Provinz Antwerpen, Belgien) |
| N 261 | in Waalwijk – Sprang-Capelle – Kaatsheuvel – Efteling – Loon op Zand – Ring Tilburg – Tilburg-Nord – |
| N 262 | in Roosendaal – Staatsgrenze – (N 117 in der Provinz Antwerpen, Belgien) |
| N 263 | in Breda – Effen – N 394 – Rijsbergen – Stuivezand – Zundert – N 638 – Wernhout – Wernhoutsburg – Staatsgrenze – ( in Belgien) |
| N 264 | in Uden – N 605 – Odiliapeel – N 277 – Mill – N 602 – Sint Hubert – Haps – – N 610 – Oeffelt – Provinzgrenze – (N 264 in der Provinz Limburg) |
| N 266 | N 279 in Helmond – Stipdonk – – Someren – Someren-Eind – Provinzgrenze – (N 266 in der Provinz Limburg) |
| N 267 | N 322 in Giessen – Wijk en Aalburg – N 283 – Heesbeen – Oud-Heusden – |
| N 268 | /N 259 in Dinteloord – Stampersgat – N 640 – Oud Gastel – N 641 – – Roosendaal |
| N 269 | in Tilburg – Hilvarenbeek – N 395 – Esbeek – Lage Mierde – N 284 in Reusel |
| N 270 | Eindhoven – … Unterbrechung … – Helmond – N 279 – Deurne – Provinzgrenze – (N 270 in der Provinz Limburg) |
| N 272 | N 279 – Gemert – N 604 – N 277 – Elsendorp – Sint Anthonis – N 602 – |
| N 277 | in Ravenstein – Overlangel – N 324 – Zeeland – N 264 – Kraaiendonk – Elsendorp – N 272 – De Rips – Jodenpeel – Provinzgrenze – (N 277 in der Provinz Limburg)                                                                                      |
| N 279 | in ’s-Hertogenbosch – Berlicum – – Veghel – Keldonk – N 272 – N 615 – Heikant – Helmond – N 607 – N 270 – N 266 – Ommel – N 608 – – Voordeldonk – N 609 – Provinzgrenze – (N 279 in der Provinz Limburg)                                           |
| N 282 | in Breda – Dorst – N 631 – Rijen – Hulten – N 260 – Tilburg |
| N 283 | in Hank – Dussen – Meeuwen – Eethen – Genderen – N 267 in Wijk en Aalburg |
| N 284 | (N 139 in der Provinz Antwerpen, Belgien) – Staatsgrenze – N 269 – Bladel – Hapert – |
| N 285 | Klundert – – Zevenbergen – N 389 – Langeweg – Wagenberg – – Terheijden – Breda |
| N 286 | (N 286 in der Provinz Zeeland) – Provinzgrenze – Kijkuit – Halsteren – N 259 – Oude Molen – |
| N 289 | (N 289 in der Provinz Zeeland) – Provinzgrenze – – Hoogerheide – Putte – Staatsgrenze – (N 11 in Belgien) |
| N 321 | N 324 in Grave – Gassel – Beers – – N 610 in Cuijk |
| N 322 | in Nieuwendijk – Almkerk – Waardhuizen – N 267 – Giessen – Provinzgrenze – (N 322 in der Provinz Gelderland) |
| N 324 | //N 329 – Schaijk – N 277 – Reek – Grave – N 321 – Provinzgrenze – (N 324 in der Provinz Gelderland) |
| N 329 | (N 329 in der Provinz Gelderland) – Provinzgrenze – Megen – N 626 – Oss – //N 324 |
| N 389 | N 285 in Zevenbergen – Hazeldonk – Zwartenberg – Etten-Leur |
| N 394 | Etten-Leur – Zandspui – N 263 in Rijsbergen |
| N 395 | N 269 in Hilvarenbeek – Diessen – Middelbeers – Oostelbeers – – Oirschot – Best |
| N 396 | in Valkenswaard – N 748 – in Leende |
| N 397 | in Eersel – Westerhoven – in Valkenswaard |

## Provinzialstraßen zweiter Ordnung
Die in Kursivschrift angegebenen Strecken sind ehemalige Provinzialstraßen.
Der Straßenverlauf wird in der Regel von Nord nach Süd und von West nach Ost angegeben.
| Nr.   | Verlauf |
| ----- | --- |
| N 551 | Boxmeer – Sambeek – Vortum-Mullem – Groetingen – Vierlingsbeek – Maashees – Provinzgrenze – (N 551 in der Provinz Limburg) |
| N 602 | N 264 in Sint Hubert – Wanroij – Ledeacker – N 272 in Sint Anthonis                                                        |
| N 603 | N 265 in Oss – Heesch – in Nistelrode                                                                                      |
| N 604 | N 272 in Gemert – De Mortel – Bakel – N 607 – Kaweide – N 270 in Deurne                                                    |
| N 605 | N 264 in Volkel – Boekel – N 616 in Gemert                                                                                 |
| N 606 | Heeswijk-Dinther – Beugt – Veghel                                                                                          |
| N 607 | N 279 in Helmond – N 604 in Bakel                                                                                          |
| N 608 | N 604 in Deurne – Ommelse Bosch – N 279                                                                                    |
| N 610 | N 321 in Cuijk – Sint Agatha – Oeffelt – N 264 – in Beugen                                                                 |
| N 612 | N 270 in Tilburg – N 266 in Tilburg                                                                                        |
| N 613 | N 397 – Bergeijk – |
| N 614 | Geldrop – Mierlo – N 270 in Helmond                                                                                        |
| N 615 | N 272/N 279 in Beek en Donk – Lieshout – Gerwen                                                                            |
| N 616 | Veghel – Erp – N 605 in Gemert                                                                                             |
| N 617 | in ’s-Hertogenbosch – Sint-Michielsgestel – Schijndel – N 622 – N 637                                                      |
| N 618 | Boxtel – Langenberg – Hermalen – Schijndel                                                                                 |
| N 619 | Sint-Oedenrode – Boskant – Hermalen – in Best                                                                              |
| N 620 | Best – Son |
| N 621 | N 269 in Hilvarenbeek – Diessen – Middelbeers – Oostelbeers – – Oirschot – Best                                            |
| N 622 | N 617 in Schijndel – Hoeves – Eerde – in Veghel                                                                            |
| N 624 | Oisterwijk – Haaren – Boxtel                                                                                               |
| N 625 | in ’s-Hertogenbosch – Rosmalen – Het Wild – Maren – Kessel – Lith – N 626 – N 329 in Oss                                   |
| N 626 | N 625 – Macharen – N 329 – Haren – Deursen – /N 277 in Ravenstein                                                          |
| N 628 | Dongen-Nord – Dongen-Ost                                                                                                   |
| N 629 | Oosterhout – – Oosteind – Dongen                                                                                           |
| N 630 | in Tilburg – Goirle – Staatsgrenze – (N 12 in Belgien)                                                                     |
| N 631 | in Oosterhout – N 282 in Rijen                                                                                             |
| N 632 | Dongen – /N 261 in Tilburg                                                                                                 |
| N 634 | in Valkenswaard – N 748 – in Leende – Heeze – in Geldrop                                                                   |
| N 637 | N 637 in Schijndel – Sint-Oedenrode –                                                                                      |
| N 638 | – Rucphen – Moeren – N 263 in Zundert                                                                                      |
| N 639 | in Ulvenhout – Chaam – Baarle-Nassau – Staatsgrenze – (Provinz Antwerpen, Belgien) – Staatsgrenze – Baarle-Nassau – N 260  |
| N 640 | N 641 in Oudenbosch – Hoeven – in Etten-Leur                                                                               |
| N 641 | N 259 in Steenbergen – Kruisland – Oud Gastel – N 268 – – N 640 in Oudenbosch                                              |